# Teluk Kepayang
Teluk Kepayang is een bestuurslaag in het regentschap Aceh Tamiang van de provincie Atjeh, Indonesië. Teluk Kepayang telt 484 inwoners (volkstelling 2010).